# Lucas Ruiz Alonso
Lucas Ruiz Alonso (* 7. März 1996 in Las Piedras) ist ein uruguayischer Fußballspieler.

## Karriere
Der 1,84 Meter große Defensivakteur Ruiz Alonso steht bereits seit der Saison 2013/14 im Kader des uruguayischen Erstligisten River Plate Montevideo. Er debütierte in der Spielzeit 2014/15 im Alter von 18 Jahren am 22. September 2014 unter Trainer Guillermo Almada in der Primera División, als er beim 3:1-Heimsieg gegen Centro Atlético Fénix in der 74. Spielminute für Robert Flores eingewechselt wurde. In der Saison 2014/15 wurde er zweimal (kein Tor) in der höchsten uruguayischen Spielklasse eingesetzt. Während der Spielzeit 2015/16 stehen neun weitere Erstligaeinsätze (kein Tor) und einer (kein Tor) in der Copa Libertadores 2016 für ihn zu Buche. In der Saison 2016 wurde er zweimal (kein Tor) eingesetzt.